# Marc Aillet
Marc Marie Max Aillet (Parakou, 17 de abril de 1957) es un prelado católico francés. Desde 2008 se desempeña como obispo de Bayona, Lescar y Oloron.

## Primeros años y educación
Marc Aillet es hijo del Capitán Jacques Aillet, miembro de la Organización del Ejército Secreto (OAS), condenado en 1962 a tres años de prisión. Fue parte de la Asociación de Guías y Scouts de Europa.
Al ingresar al seminario de Génova, como parte de la Comunidad San Martín, obtuvo la licencia y el doctorado canónico en teología por la Universidad Católica de Friburgo.

## Trayectoria eclesiástica

### Sacerdocio
Fue ordenado sacerdote el 3 de julio de 1982 en Italia, por Giuseppe Siri, dentro de la Comunidad San Martín.
Ejerció su ministerio sacerdotal en la diócesis de Fréjus-Toulon como capellán de los liceos y colegios de San Rafael, siendo profesor de teología moral y director espiritual en el seminario diocesano de Fréjus-Toulon en Castilla, en la comuna de La Crau.
Luego abrió la escuela de teología de la Comunidad de San Martín y se convirtió en rector de la casa de formación (en Génova y luego en Candé-sur-Beuvron). Destinado a suceder al Padre Jean-François Guérin como moderador general de la comunidad, finalmente no fue elegido.
De 1998 a 2005 fue párroco de San Rafael. En 2002, Dominique Rey, obispo de Fréjus-Toulon, lo nombró vicario general.

### Obispado
El 15 de octubre de 2008, Benedicto XVI lo nombró obispo de Bayona, Lescar y Oloron, comprendiendo 69 parroquias distribuidas en el departamento de Pirineos Atlánticos, donde sucedió a Pierre Molères. Su consagración episcopal tuvo lugar el 30 de noviembre de 2008, en la catedral Santa María de Bayona. La Misa estuvo presidida por el cardenal Jean-Pierre Ricard, asistido por Dominique Rey y Pierre Molères.

#### Misa Tridentina
Aillet ha buscado aumentar el número de misas tridentinas en su diócesis y estableció una misa semanal en latín en Bayona. En enero de 2010 celebró las ordenaciones en la iglesia de Saint-Eloi, en Burdeos, la parroquia personal del Instituto del Buen Pastor.

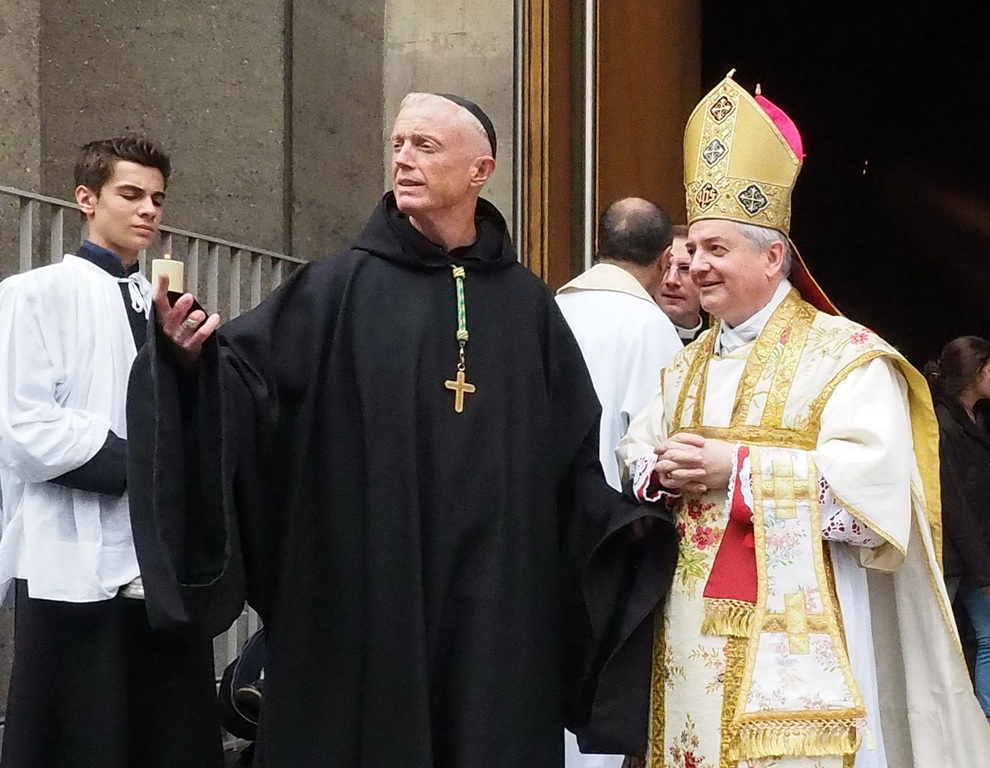
Don Louis-Marie de Geyer d'Orth y Mons. Marc Aillet durante el cincuentenario de Una Voce.

#### Comunicación
Marc Aillet eligió como delegado episcopal para la información y responsable de la comunicación a Olivier Drapé, antiguo director de Ichtus, cercano catolicismo tradicionalista.
En 2012, la diócesis de Bayona lanzó una original campaña de comunicación destinada a recaudar fondos para la campaña anual Denier du cult, utilizando soportes publicitarios y redes sociales.

#### Viaje a Moscú
En abril de 2014, un mes después de la anexión de Crimea por Rusia, Aillet, acompañado de una delegación, viajó a Moscú para reunirse con representantes de la Iglesia ortodoxa rusa y con personalidades políticas del Estado ruso que defendían una concepción tradicional de la familia.

#### Viaje a Irak
Entre el 27 y el 30 de octubre de 2014, visitó Erbil, en Irak, en donde se reunió con cristianos y otras comunidades desplazadas, en compañía de Dominique Behnan Aziz, presidente de la Asociación de Caldeos de Pau. Fueron recibidos por el obispo Bashar Warda.

## Alianza de los Corazones Unidos
Aillet es miembro de la Alianza de los Corazones Unidos, y acompaña pastoralmente a la asociación, cuyos estatutos fueron depositados en 2014 en la subprefectura de Bayona. Este grupo se organiza en torno a la mística Gaëtane de Lacoste Lareymondie, conocida como “Virginie”, que afirma tener visiones y revelaciones sobrenaturales. Béatrice Bourges y Caroline de Villiers, hija de Philippe de Villiers, son miembros. La unidad “influencia sectaria y abusos en la Iglesia católica” del episcopado francés ha recibido varios informes sobre la Alianza de los Corazones Unidos.